# Jon Karlfeldt
Jon Zenon Andreas Karlfeldt (tidigare Larsson), född 15 maj 1982 i Råsunda församling, Stockholms län, är en svensk miljöpartistisk politiker. Han var mellan 2014 och 2017 sammankallande för Miljöpartiets partistyrelse. Han valdes in i styrelsen 2010 och i dess arbetsutskott 2011, där han satt till 2013 samt igen 2014-2017. Karlfeldt var, tillsammans med Frida Johnsson, språkrör för Gröna Studenter 2008–2009 och satt i förbundets styrelse 2007–2010. Han har tidigare varit språkrör för Gröna Studenters Stockholmsavdelning samt suttit i styrelserna för Stockholms Universitets Studentkår och Tekniska Högskolans Studentkår.